# 阿爾巴尼亞—塞爾維亞關係

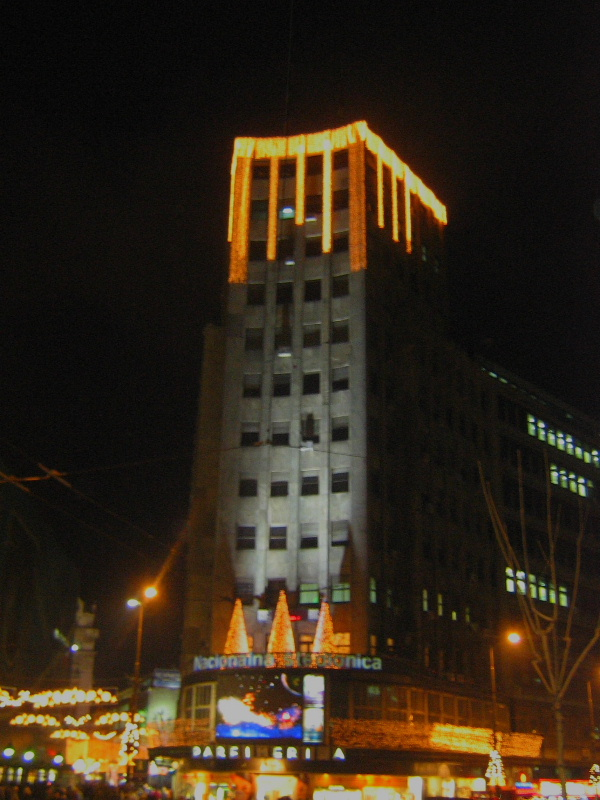
塞爾維亞首都貝爾格萊德的阿爾巴尼亞宮

阿爾巴尼亞－塞爾維亞關係是阿爾巴尼亞和塞爾維亞之間的外交關係。阿爾巴尼亞在貝爾格萊德設有大使館，塞爾維亞在地拉那也設有大使館。這兩個國家都是歐洲委員會、歐洲安全與合作組織（歐安組織）、中歐自由貿易協定（CEFTA）和黑海經濟合作組織（BSEC）的成員，亦都是加入歐盟的官方候選國。

## 歷史

### 奧斯曼帝國時期
在奧斯曼帝國時期，塞爾維亞外交官Ilija Garašanin聯繫了Mirdita的修道院長。Gasper Krasniqi的目標是利用阿爾巴尼亞的天主教來解決近東問題。但他們的目標不同：Garašanin認為這可以使塞爾維亞退出亞得里亞海，但後者努力幫助塞爾維亞組織阿爾巴尼亞天主教社區的革命，為阿爾巴尼亞的政治自由和獨立而反對亞得里亞海的土耳其人。

### 巴爾幹戰爭
在巴爾幹戰爭開始時，塞爾維亞政治的一個重要戰略目標是獲得通往亞得里亞海的走廊，因此，它的意圖是與其盟友共享一個共同的邊界。希臘王國因此否認阿爾巴尼亞民族的獨立地位。第一次巴爾幹戰爭發現阿爾巴尼亞人作為國家為自己國家獨立而戰。然而，這場戰鬥在民兵行動和游擊戰術方面基本上受到限制。

### 第二次世界大戰

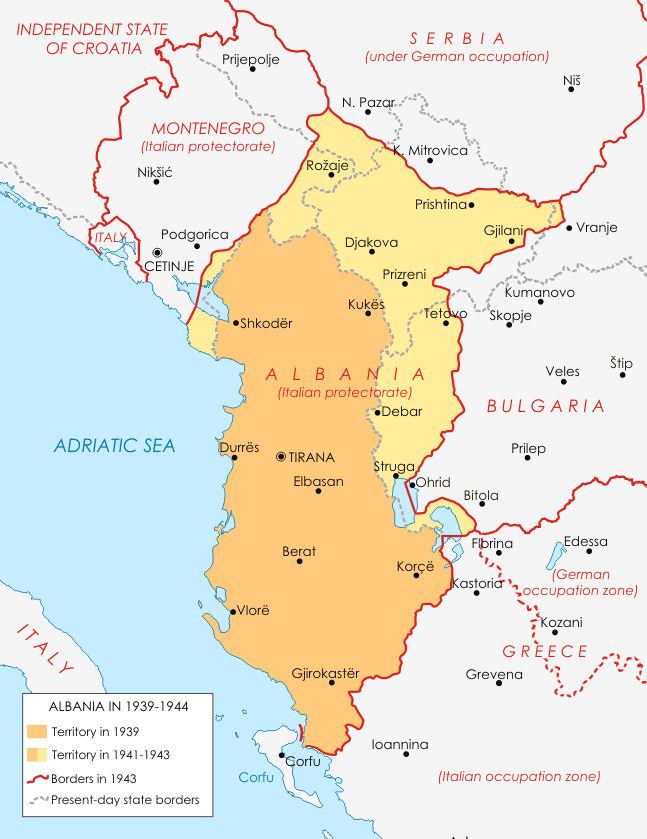
阿爾巴尼亞在第二次世界大戰中被佔領的南斯拉夫地區

在第二次世界大戰期間，南斯拉夫人民解放軍與阿爾巴尼亞人民解放軍之間開展了非常密切的軍事和政治合作。阿爾巴尼亞人民軍於1944年在該國掌權。南斯拉夫民主聯邦是1945年4月第一個承認阿爾巴尼亞新政府的國家。

### 冷戰

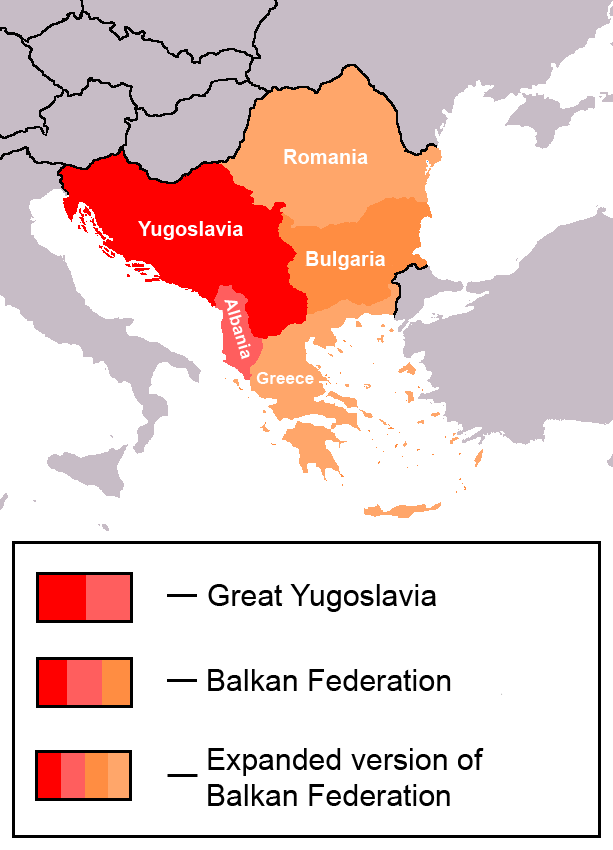
共產黨戰後項目巴爾幹聯邦。

有共產主義者計劃建立巴爾幹聯邦，其中包括南斯拉夫、阿爾巴尼亞、羅馬尼亞、保加利亞及希臘。然而，在1948年Informbiro決議之後，阿爾巴尼亞打破了與南斯拉夫共產黨人的關係，因為恩維爾·霍查在史達林下仍然效忠蘇聯。

### 21世紀
阿爾巴尼亞總理埃迪·拉馬於2014年11月10日訪問了塞爾維亞，并与塞爾維亞總理亞歷山大·武契奇首腦會晤。这是自1947年两国最高领导人恩维尔·霍查與约瑟普·布罗兹·铁托會晤以來，經過了冷戰、東歐民主化及南斯拉夫解體之後，相隔67年以來，塞阿兩國領導層之間再次會晤，唯雙方領導層關係與冷戰時期一樣依舊不和和緊張。
當拉馬在會晤會上即場向武契奇說，於2008年2月17日宣佈脫離塞爾維亞獨立的科索沃共和國主權地位性是“不可否認”和“必須得到尊重”時，武契奇卻指責拉馬的言論“挑釁”塞爾維亞在科索沃的主權。因為不論是現任塞國總統武契奇，還是塞爾維亞民主化以來所有塞國總統都一直認為科索沃是塞爾維亞自古以來不可分割的領土，武契奇這個強硬立場隨即在科索沃和阿爾巴尼亞絕大部分的阿族人民之中引起強烈不滿。

## 少數民族權利
2008年12月，塞爾維亞警察逮捕了科索沃解放軍的10名前成員，他們居住在與科索沃接壤的阿爾巴尼亞人聚居地。塞爾維亞戰爭罪起訴辦公室表示，它有證據證明在1999年6月至10月期間，10名科索沃解放軍成員在科索沃殺害了51人並綁架了159名塞爾維亞平民。2009年1月，時任阿爾巴尼亞總統巴米爾·托皮要求塞爾維亞尊重在塞爾維亞南部居住的阿爾巴尼亞人。